# Mastax ornata
Mastax ornata é uma espécie de carabídeo da tribo Brachinini, com distribuição restrita à Myanmar.